# Группа гомоморфизмов
Группа гомоморфизмов из данной группы в некоторую коммутативную — абелева группа, состоящая из всех гомоморфизмов между ними, рассматриваемая с операцией поэлементного сложения. Является важной конструкцией в теории групп, теории модулей и гомологической алгебре.

## Определение
Пусть {\displaystyle (G,\ast )} и {\displaystyle (A,\times )} — группы, а {\displaystyle \mathrm {Hom} (G,A)} — множество всех гомоморфизмов из {\displaystyle G} в {\displaystyle A}. Если операция {\displaystyle \times } в группе {\displaystyle A} коммутативна, то данное множество наделяется следующей бинарной операцией, обозначаемой символом {\displaystyle +}: для двух гомоморфизмов {\displaystyle f} и {\displaystyle g} функция {\displaystyle f+g} определяется правилом
{\displaystyle x\mapsto f(x)\times g(x),}
где {\displaystyle x\in G}.
Относительно данной операции множество {\displaystyle \mathrm {Hom} (G,A)} является абелевой группой и называется группой гомоморфизмов из {\displaystyle G} в {\displaystyle A}. А именно, её нулём является тривиальный гомоморфизм, заданный правилом
{\displaystyle x\mapsto e_{A}},
где {\displaystyle e_{A}} — нейтральный элемент группы {\displaystyle A}, а противоположным к гомоморфизму {\displaystyle f} является функция {\displaystyle -f}, заданная правилом
{\displaystyle x\mapsto f(x)^{-1}},
где {\displaystyle f(x)^{-1}} — обратный элемент к элементу {\displaystyle f(x)} относительно операции {\displaystyle \times }.
Коммутативность группы {\displaystyle A} требуется для доказательства того, что {\displaystyle f+g} является гомоморфизмом:
{\displaystyle (f+g)(x\ast y)=f(x\ast y)\times g(x\ast y)=f(x)\times f(y)\times g(x)\times g(y)=f(x)\times g(x)\times f(y)\times g(y)=(f+g)(x)\times (f+g)(y).}
Кроме того, коммутативность гарантирует, что функция {\displaystyle -f} является гомоморфизмом:
{\displaystyle (-f)(x\ast y)=f(x\ast y)^{-1}=(f(x)\times f(y))^{-1}=f(y)^{-1}\times f(x)^{-1}=f(x)^{-1}\times f(y)^{-1}=(-f)(x)\times (-f)(y)}.
Наконец, коммутативность группы {\displaystyle A} влечет коммутативность операции {\displaystyle +}:
{\displaystyle (f+g)(x)=f(x)\times g(x)=g(x)\times f(x)=(g+f)(x)}.

## Примеры
Гомоморфизмы из циклической группы в произвольную (необязательно коммутативную) однозначно кодируются выбором образа образующей этой циклической группы, однако не любой такой выбор обязательно задаёт гомоморфизм. Если циклическая группа бесконечна, то допустим произвольный выбор. Более того, имеется изоморфизм абелевых групп:
{\displaystyle {\rm {Hom}}(\mathbb {Z} ,A)\cong A}.
Если циклическая группа имеет конечный порядок {\displaystyle n\in \mathbb {N} }, то порядок образа её образующей относительно гомоморфизма обязан делить число {\displaystyle n}. Данное условие является единственным препятствием, и, более того, имеется изоморфизм абелевых групп:
{\displaystyle {\rm {Hom}}(\mathbb {Z} /n\mathbb {Z} ,A)\cong A[n]},
где {\displaystyle A[n]:=\{a\in A\mid a^{n}=e\}} — подгруппа абелевой группы {\displaystyle A}, состоящая из всех тех её элементов, порядок которых делит {\displaystyle n}. Например, для {\displaystyle m\in \mathbb {N} } имеем
{\displaystyle (\mathbb {Z} /m\mathbb {Z} )[n]=\{0,m/d,2m/d,\ldots ,(d-1)m/d\}},
где {\displaystyle d} — наибольший общий делитель чисел {\displaystyle n} и {\displaystyle m}. Более того, имеется изоморфизм
{\displaystyle {\rm {Hom}}(\mathbb {Z} /n\mathbb {Z} ,\mathbb {Z} /m\mathbb {Z} )\cong \mathbb {Z} /d\mathbb {Z} }.

## Свойства
Группа гомоморфизмов ведёт себя предсказуемо относительно многих групповых операций. Например, прямого произведения:
{\displaystyle {\rm {Hom}}(G,A_{1}\times A_{2})\cong {\rm {Hom}}(G,A_{1})\times {\rm {Hom}}(G,A_{2})}.
Группа гомоморфизмов из данной группы тесно связана с группой гомоморфизмов из её абелианизиации. А именно, согласно универсальному свойству абелианизации, имеется изоморфизм групп:
{\displaystyle \mathrm {Hom} (G,A)\cong \mathrm {Hom} (G^{ab},A)}.
Таким образом, для изучения групп гомоморфизмов достаточно рассматривать только коммутативные группы.

### Функториальность
Для каждой пары фиксированных гомоморфизмов {\displaystyle f\colon G_{2}\to G_{1}} и {\displaystyle g\colon A_{1}\to A_{2}} определен гомоморфизм
{\displaystyle {\rm {Hom}}(f,g)\colon {\rm {Hom}}(G_{1},A_{1})\to {\rm {Hom}}(G_{2},A_{2})},
заданный правилом {\displaystyle h\mapsto g\circ h\circ f}. Гомоморфизм {\displaystyle {\rm {Hom}}(f,g)} называется индуцированным гомоморфизмом.
Для каждой группы {\displaystyle G} сопоставление {\displaystyle A\mapsto {\rm {Hom}}(G,A)} является функтором из категории абелевых групп в себя, который обозначается символом {\displaystyle {\rm {Hom}}(G,-)} и называется hom-функтором, представленным группой {\displaystyle G}. Его композиция с забывающим функтором из категории абелевых групп в категорию множеств является представимым функтором.
Кроме того, для каждой абелевой группы {\displaystyle A} сопоставление {\displaystyle G\mapsto {\rm {Hom}}(G,A)} является контравариантным функтором из категории групп в категорию абелевых групп и называется контравариантным hom-функтором, представленным группой {\displaystyle A}. Его композиция с забывающим функтором из категории абелевых групп в категорию множеств является контравариантным представимым функтором.
Таким образом, сопоставление {\displaystyle (G,A)\mapsto {\rm {Hom}}(G,A)} является бифунктором, контравариантным по первому аргументу и ковариантным по второму.